# Stazione di Sternschanze
La stazione di Sternschanze è una stazione ferroviaria posta lungo la Verbindungsbahn, il passante ferroviario di superficie che serve la città tedesca di Amburgo.

## Strutture e impianti
La stazione è posta lungo la Verbindungsbahn alla progressiva chilometrica 289,8, fra le fermate di Amburgo Dammtor e di Holstenstraße.

## Movimento
Template:S-Bahn di Amburgo/Linea S5
La stazione è servita dalle linee S2 e S5 della S-Bahn.

## Interscambi
- Fermata metropolitana (Sternschanze, U 3)[2]